# لي جونغ-ووك
لي جونغ-ووك ( 12 أبريل 1945 - 22 مايو 2006 ) طبيب كوري جنوبي والمدير العام لمنظمة الصحة العالمية منذ عام 2003 وحتى وفاته عام 2006.

## الشهادات
- حاصل على شهادة الدكتوراه في الطب من جامعة سيول الوطنية.
- شهادة الماستر في مجال الصحة العمومية من كلية الصحة العمومية بجامعة هاواي.

## الوظائف
- موظف في منظمة الصحة العالمية (1983 - 2006).
- مستشاراً في مجال مرض الجذام في منطقة جنوب المحيط الهادئ 1983.
- مسؤولاً عن الفريق المعني بمكافحة مرض الجذام في منطقة جنوب المحيط الهادئ 1984.
- عضو المكتب الإقليمي لغرب المحيط الهادئ في مانيلا 1986.
- رئيس مبادرات استئصال شلل الأطفال في غرب المحيط الهادئ (1990 - 1994).
- مدير البرنامج العالمي من أجل اللقاحات والتمنيع التابع لمنظمة الصحة العالمية والأمين التنفيذي لمبادرة لقاحات الأطفال 1994.
- أحد كبار مستشاري السياسات لدى المدير العام لمنظمة الصحة العالمية (1998 - 2000).
- مدير إدارة دحر السل في منظمة الصحة العالمية 2000.
- المدير العام لمنظمة الصحة العالمية (2003 - 2006).

## الألقاب
- لقبته مجلة سيانتفك أميركان بلقب «قيصر اللقاحات» 1997.

## وصلات خارجية
- لي جونغ-ووك على موقع مونزينجر (الألمانية)
- لي جونغ-ووك على موقع إن إن دي بي (الإنجليزية)